# Gimnastică la Jocurile Olimpice de vară din 1896 - Cal cu mânere
Proba masculină de gimnastică cal cu mânere de la Jocurile Olimpice de vară din 1896 a avut loc pe 9 aprilie 1896. Au concurat 15 sportivi din cinci națiuni. Zutter a câștigat aurul pentru Elveția, Weingärtner obținând argintul.

## Context
Aceasta a fost prima apariție a probei, care este una dintre cele cinci probe pe aparate care au avut loc de fiecare dată când au existat probe pe aparate la Jocurile Olimpice de vară (nu au fost organizate probe pe aparate în 1900, 1908, 1912 sau 1920). Concurenții au fost: 10 germani plus cinci bărbați din alte patru națiuni. Săritura masculină a fost una dintre cele patru probe din 1896 care nu a avut concurenți greci.

## Formatul competiției
Arbitrii au acordau premiile, dar se știu puține lucruri despre punctaj și clasamente.

## Program
Proba de sărituri a avut loc în după-amiaza celei de-a patra zile de probe, după probele de 800 de metri, bare paralele pe echipe, bară orizontală pe echipe și sărituri.
| Dată                | Dată                | Oră         | Etapă  |
| Gregorian           | Iulian              | Oră         | Etapă  |
| ------------------- | ------------------- | ----------- | ------ |
| Joi, 9 aprilie 1896 | Joi, 28 martie 1896 | După amiază | Finală |

## Rezultate
| Loc  | Sportiv               | Țară     |
| ---- | --------------------- | -------- |
| 1    | Louis Zutter          | Elveția  |
| 2    | Hermann Weingärtner   | Germania |
| 3–15 | Konrad Böcker         | Germania |
| 3–15 | Charles Champaud      | Bulgaria |
| 3–15 | Alfred Flatow         | Germania |
| 3–15 | Gustav Flatow         | Germania |
| 3–15 | Georg Hilmar          | Germania |
| 3–15 | Gyula Kakas           | Ungaria  |
| 3–15 | Fritz Manteuffel      | Germania |
| 3–15 | Karl Neukirch         | Germania |
| 3–15 | Aristovoulos Petmezas | Grecia   |
| 3–15 | Richard Röstel        | Germania |
| 3–15 | Gustav Schuft         | Germania |
| 3–15 | Carl Schuhmann        | Germania |
| 3–15 | Desiderius Wein       | Ungaria  |